# Paul Griéger
Paul Griéger né le 3 janvier 1916 à Pavľany (Slovaquie) et mort le 10 février 2009 à Caluire, est un Frère des Écoles chrétiennes, célèbre pour ses livres de caractérologie.

## Biographie
Paul Griéger naît le 3 janvier 1916 à Pavľany dans l’empire austro-hongrois (anciennement Tchécoslovaquie, Sud de la Slovaquie actuelle). Arrivé en France, il entre le 20 juillet 1930 au petit noviciat de Saint-Maurice-l’Exil en Isère. Trois ans plus tard, il est admis au noviciat puis au scolasticat de Moulins.
Commence alors pour lui une carrière d’enseignement et de recherche au Proche-Orient, en Égypte puis au Liban. En 1950, il est appelé au second noviciat à Bordighera, obtient la nationalité française et soutient sa thèse de doctorat à la Sorbonne dont il publie l’essentiel aux Presses Universitaires de France sous le titre : « L’intelligence et l’éducation intellectuelle ». Il sera professeur de philosophie au Collège français du Sacré-Cœur à Beyrouth.
En 1954, il est nommé secrétaire au Bureau international d’anthropologie différentielle, dont le siège est à Genève : sous le patronage de l’UNESCO, il participe à une vaste enquête (portant sur 54 pays) en vue d’une psychologie collective et communautaire. Ses travaux portent également sur le discernement des vocations et sur les relations communautaires. 
En 1957 il arrive à la Maison généralice et va rester basé à Rome jusqu’en 2001 : il est nommé professeur de psychologie à l’Institut des sciences religieuses Ecclesia Mater de l’université pontificale du Latran et donne des cours de caractérologie appliquée dans plusieurs Collèges romains ou dans des Universités étrangères. En 2001 il quitte Rome, d’abord pour Paris (Igny) et ensuite pour la maison de retraite des Frères à Caluire, où il meurt le 10 février 2009.

## Œuvres
Paul Griéger s’inscrit dans le courant psychologique spiritualiste de l’époque dont les principaux représentants sont Louis Lavelle, René Le Senne, Emmanuel Mounier et Maurice Blondel. Il y retrouve des éléments-clés de la pédagogie lasallienne et oriente ses travaux universitaires dans trois directions : la psychologie de la personne s’appuyant sur la caractérologie ; les rapports-interpersonnels et la dynamique des groupes ; enfin, la visée des valeurs et la découverte de la valeur absolue de Dieu. 
Paul Griéger se préoccupe de bâtir une caractérologie ethnique ainsi qu'une caractérologie des vocations.
Il publia de nombreux livres de caractérologie :
- L’intelligence et l’éducation intellectuelle – Investigations caractérologiques, P.U.F. (1950)
- Le diagnostic caractérologique, Ligel (1952)
- Cours de philosophie : tome 1 Psychologie ; tome 2 Logique, morale & métaphysique, Ligel (1952)
- Précis de caractérologie à l’usage des éducateurs, Ligel (1954)
- Caractère et vocation – Apport de la psychologie au problème de la vocation, Journée de la Vocation (1958)
- Pie XII et la vocation pédagogique, Ligel (1958)
- La caractérologie ethnique – Approche et compréhension des peuples, P.U.F. (1961)[4] : livre en ligne sur Gallica[5]
- Étude pratique du caractère, Journée de la Vocation (1961)
- Traité de pédagogie : tome 1 Pédagogie générale, Ligel (1964) ; tome 2 Pédagogie appliquée
- La caractérologie scolaire – Étude pratique du caractère, Ligel (1965)
- Directoire des vocations des jeunes – Vocations religieuses dans l’Église et dans le monde aujourd’hui, Ladec (1965)
- Traité de pédagogie : tome 1 Pédagogie générale ; tome 2 Pédagogie appliquée, Ligel (1968)
- L’école catholique au Liban demain – Pour un renouveau de la pédagogie, Lasalliana, 30 (1994)